# Meeß
Das Meeß, auch Mäß, war ein Volumen- und Getreidemaß in Regensburg.
- 1 Meeß = 4 Vierling = 8 Metzen = 13.230 Pariser Kubikzoll = 262 1/5 Liter
- 1 Schaff/Scheffel =  4 Meeß

Unterschied machte  beim Meeß die Getreideart. Obiger Wert war für Weizen. Hafer erhöhte das Meeß auf 7 Vierling oder 28 Metzen.